# حوری بختیار
حوری بختیار (زاده ۱۳۳۷ در تهران) مترجم ایرانی است. او برای ترجمه کتاب چوپان پیر برگزیدهٔ ششمین دورهٔ کتاب سال ایران شد.